# Ро (Кальвадос)
Ро (фр. Rots) — коммуна во Франции, находится в регионе Нижняя Нормандия. Департамент коммуны — Кальвадос. Входит в состав кантона Тийи-сюр-Сёль. Округ коммуны — Кан.
Код INSEE коммуны — 14543.

## Население
Население коммуны на 2010 год составляло 1435 человек.
| 1962 | 1968 | 1975 | 1982 | 1990 | 1999 | 2010 |
| ---- | ---- | ---- | ---- | ---- | ---- | ---- |
| 881  | 935  | 1075 | 1152 | 1266 | 1354 | 1435 |

## Экономика
В 2010 году среди 936 человек трудоспособного возраста (15—64 лет) 723 были экономически активными, 213 — неактивными (показатель активности — 77,2 %, в 1999 году было 72,3 %). Из 723 активных жителей работали 680 человек (346 мужчин и 334 женщины), безработных были 43 (26 мужчин и 17 женщин). Среди 213 неактивных 96 человек были учениками или студентами, 82 — пенсионерами, 35 были неактивными по другим причинам.